# Arrondissement
Um arrondissement (pronúncia em francês: [aʁɔ̃dismɑ̃]) é uma divisão administrativa usada em alguns países francófonos e também nos Países Baixos. O termo pode ser traduzido como "distrito" e, no caso do tipo municipal encontrado em Paris, como "bairro" ou "freguesia".

## Bélgica
Na Bélgica há arrondissements administrativos, judiciais e eleitorais:
- Os 43 arrondissements administrativos correspondem a um nível intermédio de administração entre os municípios e as províncias, com a excepção do arrondissement administrativo de Bruxelas-Capital (com dezenove comunas), que tem a particularidade de cobrir um território que não corresponde a nenhuma província e o único bilíngue francês/neerlandês. Há um comissário de arrondissement, que é responsável por um ou mais arrondissements e que realiza diversas missões por delegação do governo federal, do governo da região ou do governador da província (no arrondissement administrativo de Bruxelas-Capital estas missões são atribuídas ao governador do arrondissement). O comissário do arrondissement é especialmente encarregado de, sob a direcção do governador de quem é adjunto directo, fazer cumprir as leis e regulamentos da administração pública. É um oficial da polícia administrativa com prerrogativas semelhantes às do governador em matéria de manutenção da ordem.
- Os arrondissements judiciais são igualmente uma subdivisão das províncias, com a excepção do arrondissement de Bruxelas que engloba o arrondissement administrativo de Bruxelas-Capital e o de Hal-Vilvorde(flamengo). Existem ao todo 27 arrondissements judiciais.
- Os arrondissements eleitorais correspondem aos arrondissements judiciais.

## Canadá
Na província francófona do Quebeque, as cidades de Quebeque, Cookshire-Eaton, Grenville-sur-la-Rouge, Les Îles-de-la-Madeleine, Longueuil, Lévis, Montréal, Métis-sur-Mer, Saguenay e Sherbrooke são divididas em arrondissements.

## França
Na França, há arrondissements departamentais e municipais:
- Os arrondissements departamentais, subdivisões dos departamentos e que são constituídos por cantões e comunas. São administrados por um sous-préfet (subprefeito) que tem a missão de auxiliar o préfet (prefeito) do departamento que, tal como o prefeito do departamento e o prefeito da região, é designado pelo Presidente da República. Existem 342 arrondissements na França(2006). Contrariamente às regiões, departamentos ou comunas, os arrondissements não possuem uma administração territorial própria com uma câmara de representantes eleitos, sendo o arrondissement mera subdivisão administrativa do département.
- Os arrondissements municipais são subdivisões das comunas de Paris, Lion e Marselha. Os arrondissements municipais são administrados por uma mairie d'arrondissement (câmara municipal) por delegação de poder da mairie da comuna.

## Países Baixos
Nos Países Baixos o arrondissement corresponde a subdivisão judiciária, existindo onze arrondissements cada qual com o seu tribunal.

## Senegal
Os 34 departamentos do Senegal estão divididos em mais de cem arrondissements.